# 이석화
이석화(李錫化, 1946년 11월 9일 ~ )은 대한민국의 정치인이다. 제40,41대 충청남도 청양군수이다.

## 학력
- 청송국민학교 졸업
- 청양중학교 졸업
- 1966 청양농업고등학교 졸업
- 1997 한국방송통신대학교 법학 학사
- 2004 대전대학교 대학원 경찰학 석사
- 2008 대전대학교 대학원 법학 박사

## 경력
- 2000.1 경북지방경찰청 수사과장
- 2001.1 아산경찰서 서장
- 2002.1 대전중부경찰서 서장
- 2003.4 인천계양경찰서 서장
- 2004.2 충남지방경찰청 청문감사담당관
- 2005.6 청양경찰서 서장
- 청양대학교 경찰학과 초빙교수
- 청양대학교 소방학과 외래교수
- 통일부 통일교육위원회 위원
- 2010.7 ~ 2018.6 제40,41대 민선 5,6기 충청남도 청양군수(재선, 새누리당)
- 2012.9 ~ 2014.6 전국시장군수구청장협의회 공동회장
- 2013.4 국민공감 농정위원회 본위원회 위원

## 역대 선거 결과
|  | 52.50% |

|  | 27.35% |

|  | 41.12% |